# Liste der Äbte von Gorze
Die folgenden Personen waren Äbte des Klosters Gorze:
- Droctegand oder Rodigand (749–769)
- Theomar (769–776)
- Optaire (786–796)
- Magulphe (802–815)
- Halduin (822–835)
- Drogo, Bischof von Metz (848–855)
- Buvinus, Bivin oder Buin (855–863)
- Betton (863–868)
- Bovon (876–882)
- Lodovin I. (884)
- Herigaud (885–888)
- Lodovin II. (890–895)
- Rudolf (899)
- Robert, Bischof von Metz (910)
- Wigerich, Bischof von Metz (912–923)
- Adelbert (923–933)
- Einold (933–967)
- Johannes (968–975)
- Odolbert (975–984)
- Immo (984–1008)
- Wilhelm von Dijon (1008–1031)
- Sigefroy (1031–1055)
- Heinrich (1055–1093)
- Werner (1093–1109)
- Theodwin (1118–1132)
- Vigéric (1136–1143)
- Isembaud (1147–1159)
- Albert (1160–1171)
- Pierre (1171–1202)
- Ratramme
- Godefroy
- Walter (1210–1212)
- Olivier (1219–1230)
- Brunaud (1230–1240)
- Simon (1240–1270)
- Jean de Briey (1270–1296)
- Pierre de Boiffremont (1297–1300)
- Vautier Dyveux (1304–1310)
- Adam (1311–1320)
- Thiébault I. (1323–1339)
- Jean Dalphin (1348)
- Nicolas de Prény (1352)
- Hugues de Fénétrange (1359–1375)
- Nicolas de la Petite Pierre (1375–1380)
- Jean de Heis oder de Heu (1380–1387)
- Théton oder Léton (1387)
- Ferry de Lénoncourt (1388–1416)
- Raimond (1416)
- Jacques de Laval (1419)
- Thiébault II. (1420–1422)
- Baudoin de Fléville (1422–1445)
- Jacques Wisse de Gerbéviller (1445–1466)
- Jean Jouffroy (1467–1473)
- Julie della Rovere (1473–1486)
- Vary de Dommartin (1487–1508)
- Jean de Lorraine-Guise (1508–1550)
- Nicolas de Lorraine (1543–1548)
- Charles de Lorraine-Guise (1550–1574)
- Karl von Lothringen (1574–1603)
- Charles de Remoncourt (1603–1648)
- Karl von Lothringen (1648–1661)
- Franz Egon von Fürstenberg (1650–1668)
- Wilhelm Egon von Fürstenberg (1668–1688)
- Philipp Eberhard von Löwenstein-Wertheim-Rochefort (1688–1720)
- Armand Jules de Rohan-Guémené (1722–1762)
- Bernardino Giraud (1771–1781)
- Joseph Doria-Pamphili (1783–1801)